# Josef-Hofmiller-Gymnasium Freising
Das staatliche Josef-Hofmiller-Gymnasium Freising (kurz: JoHo) ist ein naturwissenschaftlich-technologisches und neusprachliches Gymnasium in der bayerischen Stadt Freising. Mit 1051 Schülern (Stand 2023/24) ist es das größte der drei Freisinger Gymnasien. Der Neubau des Schulgebäudes wurde 1960 an seinem heutigen Standort in der Vimystraße bezogen.

## Namenspatron
Namenspatron ist der Essayist und Kritiker Josef Hofmiller (1872–1933), der bis zu seinem Tode Gymnasiallehrer war und als Literat, Kritiker und Herausgeber bis heute in der Welt der Literatur Beachtung findet. Er war auch ein Vorkämpfer für die Gleichberechtigung der früheren Oberrealschulen mit den humanistischen Gymnasien. Diese Leistungen und seine langjährige Unterrichtstätigkeit in Freising als Lehrer für Französisch und Englisch waren die Gründe, warum die Schule von Anfang an nach ihm benannt wurde.

## Lage der Schule
Die Schule befindet sich nördlich der Freisinger Innenstadt in direkter Nachbarschaft des Klinikums Freising, der Pallottinerkirche und des größten Freisinger Hotels. Die Vimystraße, an der sie liegt, ist nach der ehemaligen Vimy-Kaserne in der Nachbarschaft benannt. Zu Fuß beträgt der Weg in die Innenstadt Freising etwa zehn Minuten; zum Freisinger Bahnhof sind es etwa 15 Minuten.

## Geschichte und Ausbau des Gymnasiums

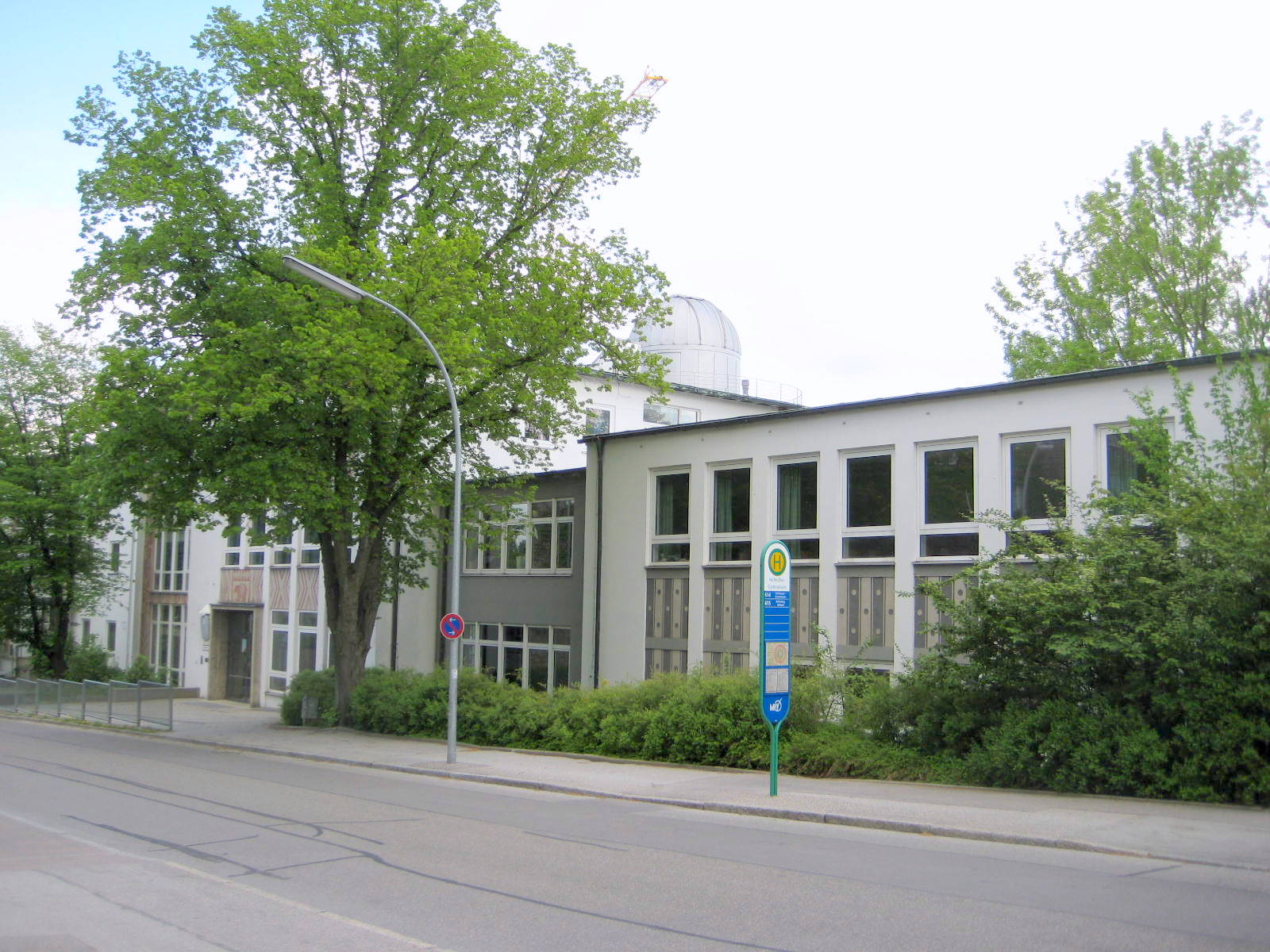
Altbau und Haupteingang

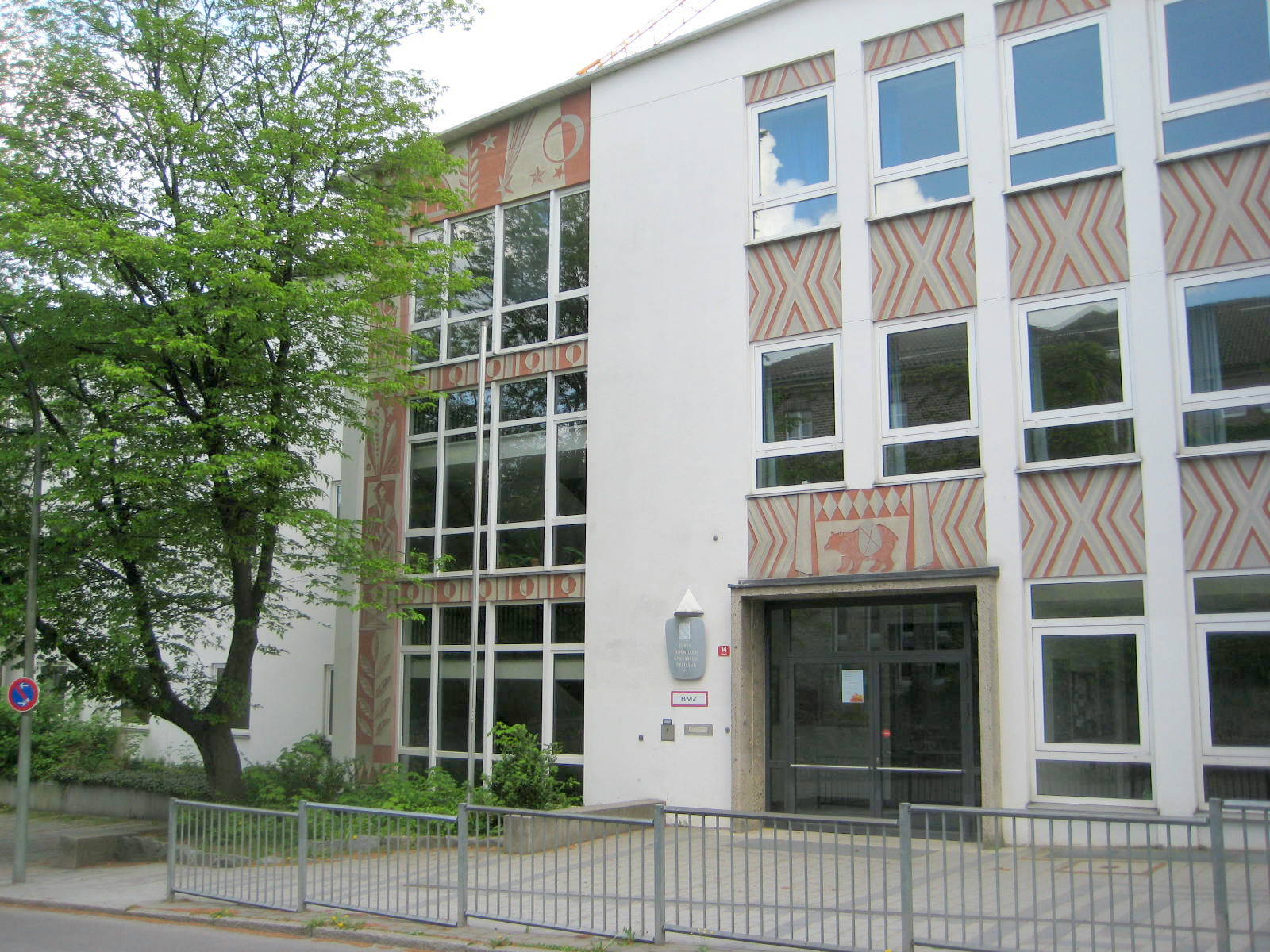
Haupteingang des JoHo von der Vimystraße her

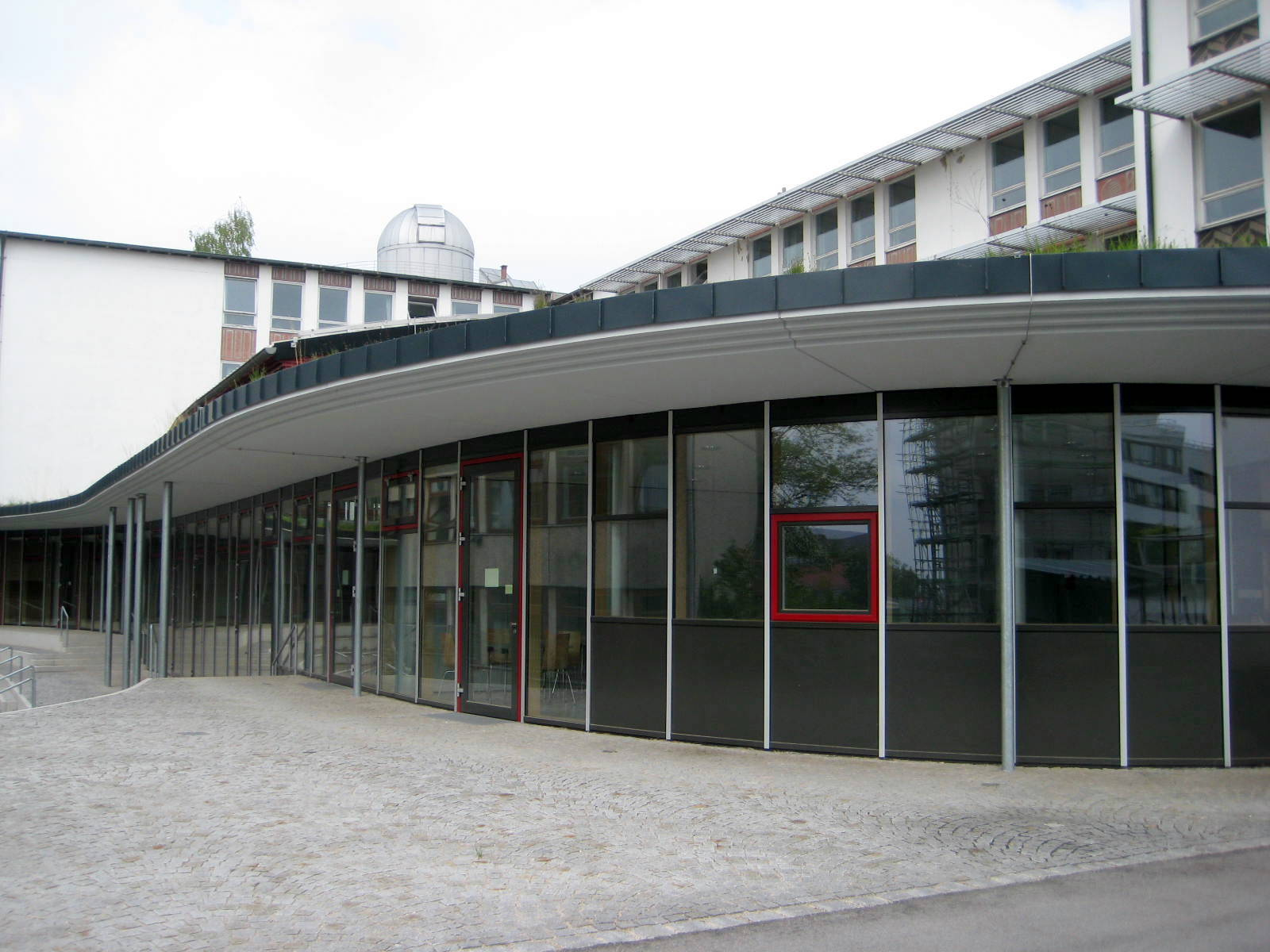
Die Aula des JoHo

Die Geschichte dieses Gymnasiums beginnt schon mit den an das Dom-Gymnasium angegliederten „realistischen Klassen“, für die 1952 die Aufwertung zur Oberrealschule erfolgte, wodurch für deren neun Jahrgangsstufen ein Neubau und die Trennung vom Dom-Gymnasium erforderlich wurden. Die Planung und Bauausführung zogen sich dann bis zum Herbst 1960 hin; am 10. Dezember 1960 konnte dann endlich der erste Bauabschnitt der nun „Josef-Hofmiller-Oberrealschule“ genannten Bildungsstätte in der Vimystraße eingeweiht und bezogen werden. Schon am 8. Dezember 1964 wurde der zweite Bauabschnitt seiner Bestimmung übergeben. Das war dringend nötig, denn die städtische Mädchenoberrealschule war mit Beginn des Schuljahres 1964/65 eingegliedert und deswegen auch ein „realgymnasialer Zweig“ eingeführt worden, der als dritte Fremdsprache Französisch möglich machte. Ab 1. August 1965 bekam die Schule den Namen „Josef-Hofmiller-Gymnasium“. Das Anwachsen der Schülerzahl machte einen Erweiterungsbau mit Doppelturnhalle und Hallenbad nötig, der 1970 bezogen wurde. Kleinere Um- und Neubauten erfolgten in den nachfolgenden Jahrzehnten. Seit 2008 verfügt das JoHo auch über eine Aula, an die eine Küche angegliedert ist, die die Mittagsversorgung der Schüler sicherstellt. Unterhalten wird die Mensa durch das Team „Viva Vita“, das Teil der Lebenshilfe Freising ist.

## Ausbildung
Das Hofmiller-Gymnasium beginnt als einziges Freisinger Gymnasium mit Englisch als erster Fremdsprache. In der sechsten Jahrgangsstufe können die Schüler dann zwischen Latein und Französisch als zweiter Fremdsprache wählen. Wer sich für den sprachlichen Zweig entscheidet, wählt in der sechsten Jahrgangsstufe Latein und erlernt ab der achten Klasse Französisch als dritte Fremdsprache. Das JoHo prägt eine naturwissenschaftliche und technische Ausrichtung, weshalb es im Schuljahr 2013/14 für die herausragenden Leistungen in den Bereichen der Mathematik, Informatik, Naturwissenschaften und Technik als MINTec-Schule aufgenommen worden ist. 

## Auszeichnungen
• MINT-EC-Schule
• Schule ohne Rassismus, Schule mit Courage
• digitale Schule
• Fairtrade School
• gute gesunde Schule Bayern
• junior Wirtschaft erleben
• Erasmus +

## Schulleitung
- 2006/07 – 2014/15: Hedwig Stock-Archner
- 2015/16 – 2019/20: Nicole Storz
- seit August 2020: Susanna Räde

## Ehemalige Schüler
- Christian Magerl (* 1955), Bayerischer Landtagsabgeordneter der Bündnis 90/Die Grünen
- Gerhard Abstreiter (* 1946), Professor für Halbleiterphysik (TU-München)
- Brigitte Wagner (* 1983), Ringerin
- Michael Klepsch (* 1955), seit August 2011 Deutscher Botschafter in Äquatorialguinea
- Udo Corts (* 1955), von 2003 bis 2008 hessischer Minister für Wissenschaft und Kunst im Kabinett von Roland Koch

## Weitere Gymnasien in Freising
- Camerloher-Gymnasium Freising
- Dom-Gymnasium Freising